# Pachyta quadrimaculata
Pachyta quadrimaculata es una especie de escarabajo longicornio del género Pachyta, tribu Rhagiini, subfamilia Lepturinae. Fue descrita científicamente por Linné en 1758.

## Descripción
Mide 10-22 milímetros de longitud.

## Distribución
Se distribuye por Alemania, Austria, Bosnia y Herzegovina, Bulgaria, China, Croacia, Dinamarca, España, Estonia, Finlandia, Francia, Hungría, Italia, Lituania, Macedonia, Mongolia, Polonia, Rumania, Rusia europea, Serbia, Eslovaquia, Suecia, Suiza, Chequia y Yugoslavia.